# Когнитивне димензије нотацијa
Когнитивне димензије или когнитивне димензије нотација су дизајнерски принципи за нотације, корисничка сучеља и програмске језике, описане од стране истраживача Томаса Р. Г. Грина и Маријана Питра. Димензије могу да се користе за процену употребљивости већ постојећег информацијског предмета за употребу, или за хеуристике који би водили дизајну новог. 
Когнитивне димензије су намењене да обезбеде лак приступ анализи дизајнерског квалитета, пре него детаљан, темељан опис. Они обезбеђују заједнички речник за дискутовање многих фактора у нотацији, УИу или програмском језучком дизајну. Такође, когнитивне димензије помажу у истраживању простора за могуће дизајне кроз дизајнерске манерве, промене намењене да побољшају дизајн дуж једне димензије.

## Когнитивне димензије
Томас Грин је оригинално дефинисао 14 когнитивних димензија.

### Апстракциони градијент
Који су минимални и максимални нивои апстракције изложени нотацијом? Да ли се детаљи могу енкапсулирати?

### Близина мапирања
Колико близу нотација одговара проблемском свету?

### Доследност
Када се део нотације научи, колики се део остатка може успешно погодити?

### Дифузност/ сажетост
Колико симбола или колико места је потребно нотацији да произведе одређен резултат или да изрази значење?

### Подложност грешкама
До којег обима нотација утиче на вероватноћу да ће корисник да направи грешку?

### Тешке менталне операције
Колико се тешког менталног процесуирања налази на нотацијском нивоу, више него на семантичком нивоу? Да ли постоје места где корисник мора прибегне прстима или писаним белешкама да воде евиденцију шта се дешава?

### Скривене зависности
Да ли су зависности између ентитета у нотацији видљиви или сакривене? Да ли је свака зависност показана у оба смера? Да ли промена у једном делу нотације води ка непредвиђеним последицама?

### Јукстапозиција
Да ли се различити делови нотације могу поредити раме-уз-раме у исто време?

### Прерана приврженост
Да ли постоје јака ограничења на ред по којим задаци морају бити извршени?
Да ли псотоје димензије које морају бити пре него што су све потребене информације присутне? Да ли ове одлуке могу бити преокренуте и исправљене касније?

### Прогресивна процена
Колико је лако проценити и добити повратну информацију на незавршено решење?

### Експресивност улоге
Колико је очигледна улога сваког компонента нотације у решењу као целини?

### Споредна нотација и бекство од формализма
Може ли нотација да носи додатне информације на начине невезане са синтаксом, као што је распоред, боја, или остали знакови?

### Вискозност
Да ли постоје у нотацији неке инхерентне границе за промену? Колико је труда потребно да се направи промена у програму израженом нотацијом?
ова димензија се може даље класификовати у следеће типове:
- 'Куцај-на вискозност' : промена у коду крши унутрашња ограничења у програму, чија резолуција мозе даље кршити унутрашња ограничења.
- 'Понављачка вискозност' : једна акција унутар корисничког концептуалног модела захтева многе, понављачке уређајне акције.
- 'Обимана вискозност' : промена у величини унесених комплета података захтеве промене у програмској структуриf.

### Видљивост
колико се спремно покретни делови нотације могу идентификовати, приступити и начинити видљивим?

## Друге димензије
Као додатак овоме од пре, нове димензије се понекад предлажу у ХЦИ истраживачком пољу, са различитим нивоима прихваћања и префињености.
Неке од ових кандидатских димензија иуључују креативну двосмисленост (да ли нотација охрабрује интерпретирање више значења истог елемента?), индексирање (да ли псотоје елементи да воде ка налажењу специфичног дела?), синапсирање ("гешталтски поглед" целе анотационе структуре) или неуједначеност (неки делови креације су лакши од других, шта ствара предрасуду изражене идеје у развојном предмету за употребу).

## Корисничке активности
Аутори препознају четири главне корисничке активности са интерактивним артефактима: инкрементација [креација], транскрипција, модификација и истраживачки дизајн. Свака активност се највише служи од стране различитих компромиса у корисности сваке димензије. На пример, висока сикозност (отпорност на промену) је штетна за модификацију и истраживачке активности, али је мање опасна за једноличне задатке изведене у транскрипцији и инкрементацији.

## Дизајнерски маневри
Дизајнерски маневар је промена направљена од стране дизајнера у дизајну нотације, да промени своју позицију унутар одређене димензије. димензије се креирају да буду паровно независне, тако да дизајн мозе бити промењен у једној димензији док остаје сачуван у другој.
Али ово често резултује у компромису између димензија. Модификација која повећава кориснонст нотацијеу једној димензији (док у другој остаје константна) ће типично смањити корисност у трећој димензији. ово рефлектује претпоставку у оквиру да не постоји перфектни интерфејс и да су компромиси фундаменталан део употребљивости дизајна .
Пример дизајнерског манерва је смањење вискозности нотације додавањем апстрактних механизама. Ово мозе бити урађено додавањем стилова листова, апстракција која представља заједничке стилне атрибуте ставки у документу, нотацији где свака ставка у докумнту има дефинисан свој индивидуални стил. Кад се овакав дизајнерски маневар направи, уредник који мења стил листова ће модификовати све ставке одједном, елиминишући понављачку вискозност представљену у потреби за порменом стила сваке индивидуалне ставке.